# Славен Билић
Славен Билић (Сплит, 11. септембар 1968) јесте хрватски фудбалски тренер и бивши фудбалер. 

## Играчка каријера
Почео је као јуниор у сплитском Хајдуку где је започео професионалну каријеру као одбрамбени играч. У том клубу остаје 6 година пре него што се сели у немачки Карлсруе, где остаје три године. Затим се сели у енглески Вест Хем који га купује за 1,3 милиона фунти. Касније је наступао и за Евертон. Године 2000. се враћа у Хајдук где остаје кратко пре него што завршава играчку каријеру.
За репрезентацију Хрватске је наступао 44 пута и постигао три гола, сва три у квалификацијама за Светско првенство 1998. године. Био је члан хрватске селекције на Европском првенству 1996. као и на поменутом светском првенству 1998. године.

## Тренерска каријера
Славен Билић је више година заједно са Аљошом Асановићем био селектор хрватске У-21 репрезентације. У квалификацијама за Европско првенство за младе 2006. године Хрватска је избачена од Србије и Црне Горе.
Постао је селектор А-репрезентације 25. јула 2006. године када је сменио Златка Крањчара. Иако од јавности сматран недораслим овом послу, успео је да одведе Хрватску на Европско првенство 2008. после две импресивне победе против Енглеске. На селекторској позицији репрезентације Хрватске је био до 2012.

## Трофеји (као играч)

### Хајдук Сплит
- Првенство Хрватске (1) : 1991/92.
- Куп Југославије (1) : 1990/91.
- Куп Хрватске (2) : 1992/93, 1999/00.
- Суперкуп Хрватске (1) : 1992.

## Занимљивости
- Гитариста је у сплитском рок бенду Rawbau.[3]
- Има диплому из права и одлично говори четири језика.
- Прву биографију Славена Билића написао је Владо Вурушић и носи назив „Славен Билић — прича о ногомету и рокенролу“.
- Има двоје деце – сина Леа и кћерку Алани